# Sebastiaan Stöteler
Sebastiaan Stöteler, né le 18 novembre 1983 à Almelo, est un homme politique néerlandais d'extrême droite, membre du Parti pour la liberté (PVV).
Originaire d'Almelo, il est membre du conseil municipal d’Almelo et du conseil provincial d’Overijssel. Tête de liste lors des élections europénnes pour le Parti pour la liberté qui recueille près de 17 % des suffrages, il est élu député européen.

## Biographie
Sebastiaan Stöteler est membre du conseil municipal d’Almelo et du conseil provincial d’Overijssel. 
Lors des élections européennes de 2024 aux Pays-Bas, le Parti pour la liberté, avec comme tête de liste Sebastiaan Stöteler, recueille 16,97 % des voix et 6 élus dont Sebastiaan Stöteler,. Lors de la constitution du groupe Patriotes pour l'Europe, initié par Victor Orban et dirigé par Jordan Bardella, Sebastiaan Stöteler est désigné comme un des six vice-présidents.